# Schumann (Familienname)
Schumann ist ein deutscher Familienname.

## Herkunft und Bedeutung
Laut Jürgen Udolph kann der Name Schumann den Familiennamen mit Berufsbezeichnungen zugeordnet werden. Somit gehört dieser Familienname zur Gruppe mit den Namen aus der Lederherstellung und -verarbeitung. Zu dieser Gruppe zählen beispielsweise auch die Namen Schuhmacher beziehungsweise Schumacher, Schomaker, Schuster, Schubert und andere.

## Verbreitung
Der Familienname Schumann tritt in Deutschland im Gegensatz zu Österreich überdurchschnittlich häufig auf.

## Varianten
- Schuman, Schuhmann, Schümann

## Namensträger

### A
- Adolf Schumann (General) (1822–1907), sächsischer Generalmajor
- Adolf Schumann (1838–1895), deutscher Mathematiklehrer
- Albert Schumann (1835–1897), deutscher Pädagoge, Historiker, Geograph und Bibliothekar
- Albert Schumann (Zirkusdirektor) (1858–1939), österreichischer Zirkusdirektor
- Albrecht Schumann (1911–1999), deutscher Ingenieur
- Alfred Schumann (1902–1985), deutscher Admiral
- Andreas Schumann (Pädagoge) (1757–1828), deutscher Pädagoge und Autor
- Andreas Schumann (Fußballspieler) (* 1952), deutscher Fußballspieler
- Andreas Schumann (Hydrologe) (* 1953), deutscher Hydrologe
- Andreas Schumann (Schauspieler) (* 1957), deutscher Schauspieler
- Andreas Schumann (Germanist) (* 1962), deutscher Germanist
- Andreas Schumann (Politiker) (* 1964), deutscher Politiker (CDU), MdL
- Anke Völker-Schumann (* 1959), deutsche Sportschützin
- Anne Schumann (* 1966), deutsche Geigerin und Dozentin der Barockmusik
- Antoine Schumann (1905–1956), französischer Automobilrennfahrer
- Arne Schumann, deutscher Filmkomponist
- Arthur Schumann (1899–nach 1937), deutscher Nachrichtendienstler und politischer Funktionär (NSDAP)
- August Schumann (1773–1826), deutscher Buchhändler und Verleger

### B
- Brigitte Schumann (* 1946), deutsche Politikerin

### C
- Camillo Schumann (1872–1946), deutscher Komponist
- Carl Schumann (Modellbauer) (1814–1867), deutscher Modellbauer
- Carl Schumann (Architekt) (1827–1898), österreichischer Architekt
- Carl Schumann (Unternehmer) (1871–1926), deutscher Porzellanhersteller
- Carola Schumann (* 1944), deutsche Soziologin und Politikerin (Bündnis 90/Die Grünen)
- Carolin Schumann (* 1987), deutsche Opernsängerin (Mezzosopran)
- Charles Schumann (Karl Georg Schumann; * 1941), deutscher Barkeeper und Model
- Christian Schumann (Politiker) (1604–1661), deutscher Politiker, Bürgermeister von Dresden
- Christian Schumann (Dichter) (1681–1744), deutscher Pfarrer und Kirchenlieddichter
- Christian Schumann (Dirigent) (* 1983), deutscher Dirigent
- Christian Heinrich Schumann (1787–1858), deutscher evangelisch-lutherischer Pfarrer
- Christoph Schumann (Sportjournalist) (* 1949), deutscher Sportjournalist, -kommentator, Autor und Moderator
- Christoph Schumann (Politikwissenschaftler) (1969–2013), deutscher Politikwissenschaftler
- Clara Schumann (1819–1896), deutsche Pianistin und Komponistin
- Clemens Schumann (1876–1938), deutscher Musiker
- Coco Schumann (1924–2018), deutscher Jazz-Musiker und Gitarrist
- Colmar Schumann (1844–1912), deutscher Lehrer und Germanist
- Conrad Schumann (1942–1998), deutscher Grenzflüchtling
- Constanze Schumann (* 1980), österreichische Filmproduzentin

### D
- Damien Schumann (* 1987), australischer Beachvolleyballspieler
- Daniel Schumann (Fußballspieler) (* 1977), deutscher Fußballspieler
- Daniel Schumann (Theologe) (* 1982), deutscher Theologe
- Daniela Schumann (* 1983), deutscher Squashspielerin
- Desirée Schumann (* 1990), deutsche Fußballspielerin
- Dieter Schumann (Chemiker) (* 1935), deutscher Chemiker
- Dieter Schumann (Regisseur) (* 1953), deutscher Regisseur, Drehbuchautor und Produzent
- Dietmar Schumann (* 1951), deutscher Journalist
- Dirk Schumann (Historiker) (* 1958), deutscher Historiker
- Dirk Schumann (Kunsthistoriker) (* 1964), deutscher Kunsthistoriker und Architekturhistoriker

### E
- Eberhard Schumann (1920–?), deutscher Mediziner und Hochschullehrer
- Edith Schumann, Ehename von Hertha Sturm (Parteifunktionärin) (geborene Edith Fischer; 1886–1943), deutsche Parteifunktionärin (KPD) und Widerstandskämpferin
- Eduard Schumann (1844–1914), deutscher Lehrer und Naturforscher
- Ekkehard Schumann (1931–2024), deutscher Jurist
- Elisabeth Schumann (1888–1952), deutsche Sängerin (Sopran)
- Elisabeth Schumann (Leichtathletin) (1907–1967), deutsche Leichtathletin
- Emil Schumann (1908–1981), deutscher Geistlicher
- Erich Schumann (Physiker) (1898–1985), deutscher Musikwissenschaftler und Physiker
- Erich Schumann (Verleger) (1930–2007), deutscher Verleger
- Erik Schumann (1925–2007), deutscher Schauspieler
- Erik Schumann (Geiger) (* 1982), deutscher Geiger
- Ernestine Schumann-Heink (1861–1936), österreichisch-US-amerikanische Sängerin (Alt)
- Ernst Schumann (1749–1823), Bürgermeister von Danzig
- Eugenie Schumann (1851–1938), deutsche Pianistin
- Eva Schumann (Übersetzerin) (1889–1973), deutsche Übersetzerin
- Eva Schumann (Autorin) (* 1957), deutsche Autorin
- Eva Schumann (Juristin) (* 1967), deutsche Rechtshistorikerin

### F
- Felix Schumann (Dichter) (1854–1879), deutscher Dichter
- Felix Schumann (Triathlet) (* 1982), deutscher Triathlet
- Frank Schumann (Verleger) (* 1951), deutscher Verleger und Publizist
- Frank Schumann (Handballspieler) (* 1979), deutscher Handballspieler und -trainer
- Franz von Schumann (1828–1893), deutscher Jurist und Landgerichtspräsident in Danzig
- Franz Schumann (1844–1905), deutscher Jurist
- Franz Josef Schumann (* 1948), deutscher Politiker (CDU)
- Frederik Schumann (* 2002), deutscher Fußballspieler
- Friedrich Schumann (Politiker, I), deutscher Politiker, MdL Sachsen
- Friedrich Schumann (Politiker, II), deutscher Politiker, MdL Coburg
- Friedrich Schumann (Psychologe) (1863–1940), deutscher Psychologe
- Friedrich Schumann (Serienmörder) (1893–1921), deutscher Serienmörder
- Friedrich Schumann (Gefängnisleiter) (1893–1945), deutscher Kriegsverbrecher und Gefängnisleiter
- Friedrich Karl Schumann (1886–1960), deutscher Theologe
- Fritz Schumann (Önologe) (* 1939), deutscher Önologe
- Fritz Schumann (Politiker) (* 1948), deutscher Politiker, Landwirt, Verbandsfunktionär und Hochschullehrer
- Fritz Schumann (Journalist) (* 1987), deutscher Journalist, Regisseur und Autor

### G
- Georg Schumann (Komponist) (1866–1952), deutscher Komponist, Pianist und Dirigent
- Georg Schumann (Politiker) (1886–1945), deutscher Widerstandskämpfer
- Georg Schumann (Fußballspieler) (1898–1959), deutscher Fußballspieler
- Georg Oskar Schumann (1903–1984), deutscher Chordirigent
- Gerhard Schumann (Schriftsteller) (1911–1995), deutscher Schriftsteller
- Gerhard Schumann (Komponist) (1914–1976), deutscher Komponist
- Gerhard Schumann (Politiker) (1916–1968), deutscher Politiker (NDPD)
- Gerhard Schumann (Mediziner) (1919–1989), deutscher Arzt
- Gerhard Schumann (Physiker), deutscher Physiker und Geophysiker
- Gottfried Ernst Schumann (1779–1846), deutscher Rechtswissenschaftler
- Johann Christoph Gottlob Schumann (1836–1900), deutscher Pädagoge, Regierungs- und Schulrat
- Gottlob Schumann (Industrieller) (1860–1929), deutscher Bergwerks-Direktor
- Gotthilf David Schumann (1788–1865), deutscher Apotheker
- Günter Schumann (Bildhauer) (* 1941), deutscher Bildhauer
- Günter Schumann (Tänzer) (* 1954), deutscher Tänzer, Tanzlehrer und Autor
- Günther Schumann (1930–2014), deutscher Naturfotograf
- Gustav Schumann (Schriftsteller) (1851–1897), deutscher Lehrer und Mundartschriftsteller
- Gustav Schumann (1879–1956), deutscher Politiker (SPD)

### H
- Hanna Elisabeth Schumann (1924–2007), deutsche Psychologin, Psychotherapeutin und Sozialarbeiterin
- Hans Schumann (Fabrikant) († 1906), deutscher Fabrikant
- Hans Schumann (Rechtswissenschaftler) (1899–1959), deutscher Rechtswissenschaftler und Hochschullehrer
- Hans Schumann (Rennfahrer) (1904–1968), deutscher Motorradrennfahrer
- Hans Schumann (Ingenieur) (1920–2006), deutscher Brückenbauingenieur
- Hans Schumann (Rugbyspieler), deutscher Rugbyspieler
- Hans Dietrich Schumann (1911–2001), deutscher Chirurg und Urologe; Hochschullehrer in Rostock
- Hans-Gerd Schumann (1927–1991), deutscher Politikwissenschaftler
- Hans Wolfgang Schumann (1928–2019), deutscher Diplomat und Indologe
- Harald Schumann (* 1957), deutscher Autor, Journalist und Ingenieur
- Harry Schumann (1894–1942), deutscher Autor und Verleger im Carl Reissner Verlag
- Heinrich Schumann (Politiker, 1845) (1845–1917), deutscher Politiker (FVp), MdL Baden
- Heinrich Schumann (Politiker, 1869) (1869–1940), deutscher Lehrer, Manager und Politiker (SPD), MdHB
- Heinrich Schumann (Landrat) (1881–1951), deutscher Verwaltungsjurist
- Heinrich Karl Schumann (1806–1875), deutscher Generalmajor
- Heinz von Schumann (1911–1993), deutscher Chordirigent
- Heinz Schumann (Fußballspieler) (1922–2003), deutscher Fußballspieler und -trainer
- Heinz Schumann (Künstler) (1934–2020), deutscher Grafiker und Schriftgestalter
- Heinz Schumann (Leichtathlet) (* 1936), deutscher Sprinter
- Heinz Schumann (Mathematiker) (* 1940), deutscher Mathematikdidaktiker
- Heinz Jakob Schumann (1924–2018), deutscher Jazzmusiker und Gitarrist, siehe Coco Schumann
- Helga Schwarz-Schumann (* 1955), deutsche Politikerin (SPD), MdL
- Herbert Schumann (1935–2010), deutscher Chemiker
- Hermann Schumann (Politiker, 1808) (1808–1889), deutscher Geistlicher und Politiker
- Hermann Schumann (Politiker, 1810) (1810–1885), deutscher Politiker
- Hermann Albert Schumann (1842–nach 1887), deutscher Augenarzt
- Hilmar Schumann (1902–2001), deutscher Geologe, Mineraloge und Petrologe
- Horst Schumann (1906–1983), deutscher Arzt, KZ-Arzt und SS-Sturmbannführer
- Horst Schumann (Politiker) (1924–1993), deutscher Jugendfunktionär und Politiker (SED)
- Horst Schumann (Mathematiker) (1929–2020), deutscher Mathematiker und Hochschullehrer
- Horst Schumann (Rugbyspieler), deutscher Rugby-Union-Spieler
- Hubert Schumann (1930–2010), deutscher Entomologe

### I
- Ilse Schumann (1939–2000), deutsche Politikerin (SPD), MdB

### J
- Jochen Schumann (1930–2018), deutscher Wirtschaftswissenschaftler
- Johann Daniel Schumann (1714–1787), deutscher Pädagoge und Geistlicher
- Johann Michael Schumann (1666–1741), deutscher Generalsuperintendent und Dichter
- Johannes Schumann (Politiker) (1782–1856), deutscher Politiker
- Johannes Schumann (Komponist) (* 1882), deutscher Komponist und Musikerzieher
- Julius Schumann (Botaniker) (1810–1868), deutscher Pädagoge und Botaniker
- Julius Schumann (Politiker), Mitglied des Landtags des Herzogtums Sachsen-Altenburg
- Jürgen Schumann (1940–1977), deutscher Pilot und Terroristenopfer

### K
- Kai Schumann (* 1976), deutscher Schauspieler
- Karl Schumann (Politiker), deutscher Politiker (KPD), MdL Preußen
- Karl Schumann (Landrat), deutscher Verwaltungsbeamter
- Karl Schumann (Musikkritiker) (1925–2007), deutscher Musikkritiker
- Karl Schumann (Musiker) (* 1989), deutscher Musiker, Mitglied von Kraftklub
- Karl F. Schumann (Karl Ferdinand Schumann; * 1941), deutscher Soziologe und Kriminologe
- Karl Friedrich Schumann (1884–1945), deutscher Politiker
- Karl-Heinz Schumann, deutscher Rugbyspieler
- Karl Moritz Schumann (1851–1904), deutscher Botaniker
- Karsten Schumann (* 1963), deutscher Sportwissenschaftler und Hochschullehrer
- Kevin Schumann (* 1998), deutscher Boxer
- Korinna Schumann (* 1966), österreichische Gewerkschaftsfunktionär und Politikerin (SPÖ)
- Kurt Schumann (Pädagoge) (1885–1970), deutscher Pädagoge und Heimatforscher
- Kurt Schumann (Agrarfunktionär) (1903–??), deutscher Landwirtschaftsfunktionär
- Kurt Schumann (Jurist) (1908–1989), deutscher Jurist und Richter
- Kurt Schumann (Politiker), deutscher Politiker (SED)

### L
- Ludwig Schumann (Autor) (* 1951), deutscher Autor
- Ludwig Friedrich Schumann, deutscher Porzellankünstler und Autor

### M
- Manfred Schumann (Fußballspieler) (* 1948), deutscher Fußballspieler
- Manfred Schumann (Bobfahrer) (* 1951), deutscher Leichtathlet und Bobfahrer
- Margit Schumann (1952–2017), deutsche Rennrodlerin
- Margot Schumann (1892–1975), deutsche Naturwissenschaftlerin
- Marie Schumann (1921–2017), deutsche Lokal-Politikerin
- Marie-Cathérine Schumann (* 1983), deutsche Medizinerin und Feuerwehrsportlerin
- Matthias Schumann (Statistiker) (1851–1896), deutscher Statistiker
- Matthias Schumann (* 1959), deutscher Wirtschaftsinformatiker
- Maurice Schumann (1911–1998), französischer Politiker
- Max Schumann (Mediziner) (1856–1942), deutscher Marinesanitätsoffizier
- Maximilian Schumann (1827–1889), deutscher Ingenieuroffizier
- Michael Schumann (Soziologe) (* 1937), deutscher Soziologe und Hochschullehrer
- Michael Schumann (Politiker) (1946–2000), deutscher Politiker  (SED, PDS), Philosoph und Hochschullehrer
- Michael Schumann (Museumsleiter) (1955–2020), Vorsitzender des Bergischen Straßenbahnmuseums, Träger des Rheinlandtalers 2015

### N
- Nicolai Schumann (* 1992), deutscher American-Football-Spieler
- Nils Schumann (* 1978), deutscher Leichtathlet
- Norbert Schumann (1952–2011), deutscher Fußballspieler

### O
- Olaf Herbert Schumann (* 1938), deutscher evangelischer Theologe und Hochschullehrer
- Oswald Schumann (1865–1939), deutscher Politiker (SPD)
- Otto Schumann (Jurist) (1805–1869), deutscher Richter und Politiker
- Otto Schumann (Generalleutnant) (1855–1929), deutscher Generalleutnant
- Otto Schumann (General) (1886–1952), deutscher Polizeigeneral und SS-Gruppenführer
- Otto Schumann (Politiker, 1888) (1888–1945), deutscher Politiker (SPD) und Widerstandskämpfer
- Otto Schumann (Philologe) (1888–1950), deutscher Philologe und Pädagoge
- Otto Schumann (Musikwissenschaftler) (1897–1981), deutscher Musikpublizist
- Otto Schumann (Politiker, 1903) (1903–1947), deutscher Politiker (SED), MdL Sachsen-Anhalt

### P
- Patricia Schumann (* 1975), dänische Schauspielerin
- Paul Schumann (1855–1927), deutscher Kunsthistoriker
- Paul Schumann (Tiermediziner) (1884–1961), deutscher Tierarzt
- Peter Schumann (Regisseur) (* 1934), US-amerikanischer Theaterregisseur und Bildhauer deutscher Herkunft
- Peter Schumann (Fußballspieler) (* 1938), deutscher Fußballspieler
- Peter Schumann (Leichtathlet) (* 1984), deutscher Ultralangstreckenläufer
- Peter B. Schumann (* 1941), deutscher Publizist
- Philipp Schumann (* 1993), deutscher Volleyballspieler
- Pierre Schumann (1917–2011), deutscher Bildhauer

### R
- Rainer Schumann (* 1964), deutscher Schlagzeuger
- Ralf Schumann (Politiker) (* 1956), deutscher Politiker
- Ralf Schumann (* 1962), deutscher Sportschütze
- Ralph Schumann (* 1966), deutscher Leichtathlet
- Regine Schumann (* 1961), deutsche Künstlerin, Malerin und Lichtkünstlerin
- Renata Schumann (1934–2012), deutsche Schriftstellerin
- Richard Schumann (Politiker) (1837–1897), deutscher evangelischer Geistlicher und Parlamentarier
- Richard Schumann (1864–1945), deutsch-österreichischer Astronom und Geodät
- Robert Schumann (1810–1856), deutscher Komponist und Pianist
- Rolf Schumann (* 1974/1975), deutscher Unternehmer
- Rosemarie Schumann (1940–2015), deutsche Historikerin
- Rudi Schumann (* 1947), deutscher Volleyballspieler
- Rudolf Schumann (1895–1966), deutscher Volksschullehrer, Naturkundler und Historiker
- Ruth Schumann-Hengsteler (* 1957), deutsche Psychologin und Hochschullehrerin
- Ruthild Busch-Schumann (1900–1989), deutsche Kinderbuchautorin und Illustratorin

### S
- Samuel Friedrich Schumann (1795–1877), deutscher Jurist und Bürgermeister von Danzig
- Sara-Ruth Schumann (1938–2014), stellvertretende Vorsitzende des Landesverbandes der Jüdischen Gemeinden von Niedersachsen und Vorsitzende der Jüdischen Gemeinde zu Oldenburg
- Sarah Schumann (1933–2019), deutsche Malerin
- Siegfried Schumann (* 1957), deutscher Politikwissenschaftler
- Stefan Schumann (1974/1975), deutscher American-Football-Spieler
- Stephen Schumann (* 2000), US-amerikanischer Nordischer Kombinierer

### T
- Tanja Schumann (* 1962), deutsche Schauspielerin
- Theo Schumann (1928–1990), deutscher Tanz-Musiker
- Theodor Schumann (T. E. W. Schumann; 1896–nach 1974), südafrikanischer Meteorologe und Befürworter der Apartheid-Politik
- Thomas B. Schumann (* 1950), deutscher Publizist, Herausgeber und Verleger

### U
- Ulrich Maximilian Schumann (* 1964), deutscher Bauhistoriker
- Ulrich Schumann (* 1945), deutscher Meteorologe

### V
- Valentin Schumann senior († 1542), deutscher Buchhändler und -drucker
- Valentin Schumann junior (um 1520–um 1559), deutscher Schriftsteller
- Valentin Schumann (Radsportler) (* 1999), deutscher Radsportler
- Viktor Schumann (1841–1913), deutscher Physiker

### W
- Walter Schumann (Politiker), deutscher Politiker (NSDAP)
- Walter Schumann (Komponist) (1913–1958), amerikanischer Komponist
- Walter Schumann (Unternehmer) (1917–nach 1987), deutscher Fabrikant (OK-Kaugummi)
- Walter Schumann (Mineraloge) (* 1926), deutscher Geologe, Mineraloge, Geograph und Hochschullehrer
- Walter Schumann (Mechaniker) (1927–2014), Schweizer Hochschullehrer für Mechanik
- Walter Schumann (Choreograf) (1933–1990), deutscher Solotänzer und Choreograf
- Walter Schumann (Polizeipräsident) (* 1946), deutscher Polizeibeamter und Polizeipräsident
- Walther Schumann (1903–1986), deutscher Verwaltungsjurist
- Werner Schumann (Schriftsteller) (Pseudonym W. Muscholdini; 1898–1982), deutscher Schriftsteller, Dramaturg und Journalist
- Werner Schumann (Verleger) (1907–??), deutscher Verleger
- Werner Schumann (Architekt) (1926–2006), deutscher Architekt
- Werner Schumann (Dokumentarfilmer) (* 1930), deutsch-amerikanischer Filmeditor, Regisseur und Produzent
- Werner Schumann (Leichtathlet), deutscher Leichtathlet
- Werner Schumann (Regisseur, 1965) (* 1965), brasilianischer Filmregisseur, Produzent und Drehbuchautor
- Wilhelm Schumann (Politiker, 1795) (1795–1877), deutscher Politiker, MdL Waldeck-Pyrmont
- Wilhelm Schumann (Leichtathlet), deutscher Leichtathlet
- Wilhelm Schumann (Politiker, 1896) (1896–1974), deutscher Politiker (KPD)
- Wilhelm Schumann (Politiker, 1899) (1899–nach 1945), deutscher Politiker (NSDAP)
- Winfried Otto Schumann (1888–1974), deutscher Physiker
- Wolfgang Schumann (Schriftsteller) (1887–1964), deutscher Schriftsteller und Journalist
- Wolfgang Schumann (Historiker) (1925–1991), deutscher Historiker
- Wolfgang Schumann (Architekt) (1926–2002), deutscher Architekt
- Wolfgang Schumann (Komponist) (1927–2012), deutscher Komponist und Dirigent
- Wolfgang Schumann (Politiker) (* 1929), deutscher Politiker (SPD)
- Wolfgang Schumann (Flüchtling) (1949–1977), deutscher Ingenieur, Opfer der innerdeutschen Grenze
- Wolfgang Schumann (Fußballspieler) (* 1957), deutscher Fußballspieler